# Und atmen Sie normal weiter
Und atmen Sie normal weiter ist ein isländischer Film aus dem Jahr 2018 von der Filmemacherin Ísold Uggadóttir. Der Film feierte seine Premiere am 22. Januar 2018 beim Sundance Film Festival.

## Handlung
Lára kauft im Supermarkt ein, muss jedoch einen Artikel zurückgeben, um den Einkauf zahlen zu können. Sie ist alleinerziehend und ihr Sohn Eldar geht noch zur Schule. Außerdem hat sie eine Drogensucht hinter sich, wobei sie ab und an kurz davor ist, doch nochmal zu konsumieren. Um mehr Geld zu bekommen, beginnt sie eine Ausbildung als Grenzbeamtin. Dabei muss sie sich unter Beweis stellen, da nur die besten Anwärter am Ende übernommen werden. Bei den Passkontrollen am Flughafen sitzt sie daneben, um zu lernen, was zu beachten ist. Bei der Passkontrolle von Adja, die nach Kanada reisen will, handelt der Ausbilder von Lára unaufmerksam. Lára weist ihn darauf hin, dass der Reisepass von Adja unter dem UV-Licht gelb leuchtet statt grün. Der Ausbilder von Lára ruft Adja zurück und überprüft den Reisepass nochmal. Adja wird zur Seite genommen und in ein Büro geführt. Sie lässt dabei ihre Tochter und Schwester zurück, die nach Kanada reisen dürfen, was aber nur Lára bemerkt. Auf Nachfrage sagt Adja, dass sie alleine reist. Ohne Reisepass kann sie Island nicht verlassen und sie beantragt Asyl dort. Für die Zwischenzeit wird ihr ein Schlafplatz in einer Notunterkunft angeboten.
Láras finanzielle Probleme verschlimmern sich und sie muss ihre Wohnung verlassen. Sie besorgt für ihren Sohn eine Katze und gemeinsam leben sie nun im Auto. Nach der ersten Nacht lässt Eldar die Katze morgens aus dem Auto und sucht sie gleich darauf wieder, da die Katze wegläuft. Erschrocken vermisst nun Lára ihren Sohn. Nach kurzer Autofahrt findet sie ihn zusammen mit Adja. Eldar überredet seine Mutter, Adja mit dem Auto mitzunehmen.
An einem verregneten Tag entdeckt Adja, dass Lára und Eldar in ihrem Auto schlafen. Adja bietet ihnen an, in ihrer Unterkunft zu übernachten, was diese annehmen. Adja passt auch gelegentlich auf Eldar auf, wenn Lára zur Arbeit geht. Als in der Schule bei Eldar Drogen von Lára gefunden werden, sagt Adja, dass es ihre sind. Für einen Alternativplan, neben dem Asylantrag, bezahlt Adja einen Menschenschmuggler. Diesen Alternativplan will sie dann auch umsetzen, da ihr Asylantrag abgelehnt wird. Die Behörden haben den Aussagen zu ihrer Homosexualität nicht geglaubt, obwohl ihre damalige Freundin in ihrem Heimatland, Guinea-Bissau, deswegen umgebracht wurde. Als Adja die Schlafmöglichkeit im Schiffscontainer sieht, entscheidet sie sich aber um. Lára ist bereits am Hafen, weil sie bemerkt hat, das Adja weggegangen ist und fährt sie zurück.
Lára wird auf ihrer Arbeit übernommen. Bevor Adja abgeschoben wird, geht sie erneut zum Flughafen mit einem neuen Reisepass. Nun ist Lára alleinige Grenzbeamtin. Sie prüft den Reisepass, lässt Adja passieren und die beiden verabschieden sich.

## Veröffentlichung
Der Film hatte seine Uraufführung am 22. Januar 2018 beim Sundance Film Festival. Am 4. Januar 2019 wurde der Film in Deutschland auf Netflix veröffentlicht.

## Rezension

### Kritiken
Auf Rotten Tomatoes hat der Film eine Zustimmungsrate von 93 %. Oliver Armknecht schreibt auf film-rezensionen.de: „Glaubwürdig ist das nur bedingt, aber insgesamt doch ein schönes und leise erzähltes Drama über eine unerwartete Hilfe im richtigen Moment.“ Der Filmdienst hält in dem Film dagegen viele Szenen für realistisch, gab ihm aber nur 2 von 5 Sternen: „Ein sozialrealistisch aufbereitetes, stilles Drama, das in seinen starken Szenen eindrücklich von einer kalten, sich hinter Formalitäten verschanzenden Gesellschaft und der Notwendigkeit humanen Handelns erzählt, aber auch vor manchen Klischees nicht zurückschreckt.“ Außerdem wurden die schauspielerische Leistung, Kameraarbeit und die Filmmusik gelobt. Der Film wurde mit den Werken von Ken Loach und den Dardenne Brüdern verglichen.

### Auszeichnungen
Beim Sundance Film Festival 2018 gewann Ísold Uggadóttir für den Film den Preis Beste Regie – Ausländischer Spielfilm.